# ام‌اس‌سی ملودی
ام‌اس‌سی ملودی (به انگلیسی: MSC Melody) یک کشتی است که طول آن ۲۰۴٫۸۱ متر (۶۷۱ فوت ۱۱ اینچ) می‌باشد. این کشتی در سال ۱۹۸۱ ساخته شد.